# Jardín Botánico Olive Pink
El Jardín Botánico Olive Pink (en inglés: Olive Pink Botanic Garden) es un jardín botánico de 16 hectáreas de extensión, especializado en las plantas de las zonas áridas de Australia, y localizado en Alice Springs, estando administrado por un consejo de gestión sin ánimo de lucro. 
El código de identificación internacional de "Olive Pink Botanic Garden" como miembro del "Botanic Gardens Conservation Internacional" (BGCI), así como las siglas de su herbario es OLIVE. 

## Localización
Olive Pink Botanic Garden PO Box 8644, Alice Springs, NT 0871, Northern Territory, Australia.
Planos y vistas satelitales, 23°42′23.04″S 133°53′5.64″E / -23.7064000, 133.8849000
Está abierto al público a lo largo de todo el año.

## Historia
El área de 16 has que ahora es jardín botánico Oliva Pink fue establecido en 1956 como la reserva australiana de la flora de las regiones áridas después de una intensa labor de búsqueda de patrocinadores por parte del fundador del jardín, y primer guardián honorario, "Miss Olive Muriel Pink".

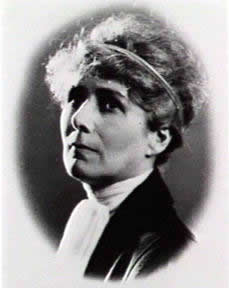
Olive Pink fundadora del jardín botánico.

El jardín es una parte substancial de un área de contigua a la « Crown Land » que se extiende al este del río Todd en el borde meridional del « Alice Springs Central Business District » ( distrito financiero de Alice Springs Central). Antes de 1956 la tierra estaba sin uso y zona de pastos para cabras, conejos, y poblaciones de ganado salvajes, tanto es así que cuando Srta. Pink la tomó en 1956, la vegetación en el área del terreno de aluvión estaba bastante modificada y desprovista de la cubierta de árboles y de arbustos.
La Srta. Pink y sus jardineros Warlpiri auxiliares pasaron unas dos décadas luchando con las condiciones de sequía y la casi inexistente financiación operacional para desarrollar la visión que la Srta. Pink tenía enmente. Juntos plantaron una colección algo ecléctica de árboles y de arbustos nativos de la región australiana central así como de varios cactos, flores de jardín, e introdujeron árboles alrededor de la choza casera que pudieran soportar los duros veranos.
Después de muerte de Miss Pink en 197, el gobierno del Territorio del Norte asumió el control de la reserva y del sistema sobre la visión de Miss Pink de un área pública para el aprecio de la flora nativa. Durante la siguiente década las redes de senderos fueron acondicionados, construido el Centro de Visitantes, extensas plantaciones de Bosque Mulga, y establecidos los gomeros rojos y otras especie del árboles, así como un hábitat de las dunas y de charca, y la exhibición interpretativa que hay actualmente fue instalada dentro del centro del visitante.
El jardín abrió al público en 1985 con el nombre de « Olive Pink Flora Reserve », y fue retitulado como « Olive Pink Botanic Garden » en 1996. El jardín está administrado por un consejo de gestión voluntario que ha empleado una sucesión de curadores para administrar el desarrollo de las plantaciones y la experiencia del visitante de la reserva. 
El jardín botánico rosado Olive Pink era mencionado en el registro del estado nacional en 1995, y nominado para la inclusión en el registro de la herencia del Territorio del Norte en el 2007, debido a sus fuertes lazos a Miss Olive Pink, antropóloga, paladín de la justicia social para los aborígenes, artista y visionaria. En 1995 era mencionado en Register of the National Estate.

## Colecciones
Sus colecciones son 100 % de Flora australiana.
- Plantas del sistema de dunas de arena.
- Bosque Mulga.
- Flora de las zonas áridas.